# Branston (Lincolnshire)
Branston – wieś w Anglii, w hrabstwie Lincolnshire, w dystrykcie North Kesteven. Leży 7 km na południowy wschód od Lincoln i 189 km na północ od Londynu.
W 2001 miejscowość liczyła 4019 mieszkańców.